# Okanagan Highland
Das Okanagan Highland (im US-amerikanischen Sprachgebrauch Okanogan Highlands) ist ein hügeliges Hochplateau in der kanadischen Provinz British Columbia und im US-Bundesstaat Washington. Abgerundete Berge von bis zu 8.000 ft (ca. 2.400 m) Höhe und tiefe, enge Täler sind für die Region charakteristisch.
BC Geographical Names, ein Service des British Columbia Integrated Land Management Bureau, definiert die Okanagan Highland als ein Gebiet, das vom Shuswap River und dem Coldstream Valley östlich von Vernon aus südwärts über 85 mi (137 km) bis zum 49. Breitengrad (die Grenze zwischen Kanada und den Vereinigten Staaten) und in den Bundesstaat Washington hineinreicht. Es liegt zwischen den Monashee Mountains im Osten und dem Thompson Plateau und dem Okanagan Valley im Westen. Die Ostgrenze des Okanagan Highland ist klar durch das Tal des Kettle River definiert. Die Westgrenze ist willkürlich gezogen und schwer zu bestimmen, weil es zwischen Penticton im Okanagan Valley und Lumby im Coldstream Valley keine geographischen Gegebenheiten gibt, an denen sie festgemacht werden könnte.
Das Washington State Department of Natural Resources beschreibt die „Okanogan Highlands“ als größeres Gebiet, das sich östlich der Kaskadenkette und nördlich des Columbia Basin bis ins nördliche Idaho und das Shuswap Highland in British Columbia ausdehnt. Diese Region beinhaltet den Franklin Delano Roosevelt Lake (den aufgestauten Columbia River oberhalb des Grand Coulee Dam), die Kettle River Range und den südlichen Teil der Monashee Mountains.
Den höchsten Gipfel im Hochland bildet der Big White Mountain (mit einer Höhe von 2315 m) an seinem nordöstlichen Ausläufer, welcher gleichzeitig der höchste Gipfel der Beaverdell Range ist, einer Bergkette (engl. „mountain range“), die sich südlich des Big White Mountain zwischen dem Kettle und dem West Kettle River erstreckt. Weitere bemerkenswerte Gipfel sind der Okanagan Mountain, der Little White Mountain, der Mount Baldy, der Mount Hull und der Mount Bonaparte, wobei letzterer der höchste Gipfel im US-amerikanischen Teil des Hochlands ist.
Das Okanagan Highland ist die Quelle mehrerer Flüsse neben dem Kettle und dem West Kettle, darunter des Sanpoil Rivers.